# Purwokerto Airport
Purwokerto Airport (indonesiska: Bandar Udara Wirasaba) är en flygplats i Indonesien.   Den ligger i provinsen Jawa Tengah, i den västra delen av landet, 300 km öster om huvudstaden Jakarta. Purwokerto Airport ligger 56 meter över havet.
Terrängen runt Purwokerto Airport är platt norrut, men söderut är den kuperad.Runt Purwokerto Airport är det tätbefolkat, med 459 invånare per kvadratkilometer. Närmaste större samhälle är Purbalingga, 10,0 km nordväst om Purwokerto Airport. I omgivningarna runt Purwokerto Airport växer i huvudsak städsegrön lövskog.